# ジーティ商会
株式会社ジーティ商会は、神奈川県横須賀市に本社を置くオートバイ用品・オートバイタイヤの販売を行う企業である。

## 沿革
- 1978年10月16日 - 設立
- 2019年9月20日 - 閉店

## 取扱いメーカー
- キタコ
- ワイズギア
- プロト